# Взгляд на евреев
Изображе́ние евре́ев (англ. View of the Hebrews) — книга, опубликованная в 1823 году, была написана Итаном Смитом (англ. Ethan Smith) — американским священником Конгрегациональной церкви, который утверждал, что коренные жители Америки были потомками десяти потерянных колен Израиля. Это мнение было распространено в начале XIX века, поскольку в то время библейский взгляд на историю разделялся большинством европейцев и американцев. Многочисленные исследователи мормонской истории, начиная с Б. Х. Робертса — члена генерального руководства церкви СПД и заканчивая Фон М. Броди — библиографом Джозефа Смита, — отмечают сходства в содержании книги «Изображение евреев» и Книги Мормона, опубликованной в 1830 году, семью годами после текста Итана Смита.

## Содержание
Итан Смит предполагал, что коренные жители Америки происходят от десяти потерянных колен Израиля. Эта теория в то время разделялась многими, как богословами, так и обычными людьми, пытавшимися поместить новые народы в своё понимание библейской истории, которое, как им казалось, описывает весь мир. Считается, что эти десять колен исчезли после того как попали в ассирийский плен в VIII веке до н. э.
Историк религии и литературный критик Террил Гивенс (англ. Terryl L. Givens), сам принадлежащий к мормонской церкви, назвал книгу «безвкусной смесью истории, цитат, проповеди и теоретизирования».
Теория Смита вдохновлялась апокрифом Третья книга Ездры 13:41, где говорится о том, что десять колен путешествуют в далёкую страну, «где никогда не обитал род человеческий»; это место Смит отождествил с Северной Америкой.
Во время жизни Смита спекуляции относительно десяти потерянных колен усиливались; это происходило благодаря возрождению интереса к библейским пророчествам и, во-вторых, благодаря расхожему мнению о том, что поверженные европейскими переселенцами аборигены, не могли быть теми древними люди, создавшими сложноустроенные земляные курганы, которые встречаются на территории от долины реки Миссисипи, до юго-восточной части Южной Америки. Смит пытался спасти индейцев от современного мифа о строителях курганов, которые, как считалось, были отдельной расой; он изображал туземные племена «потенциальными новообращёнными и людьми достойными спасения». «Если наши аборигены в самом деле происходят от колен Израиля, — писал Смит, — американские христиане справедливо могут считать, что здесь, в их наследии есть нечто великое: они могут сыграть главную роль в деле возвращения этих „заблудших овец дома Израилева“».

## Сопоставление с Книгой Мормона
Книга Мормона содержит некоторые тематические элементы, которые также присутствуют в «Изображении евреев». Обе книги часто цитируют ветхозаветные пророчества Исаии; описывают будущее собирание колен Израиля и восстановление десяти колен; предлагают идею о том, что заселение Нового Света происходило путем длительного морского путешествия из Старого Света; провозглашают идею о том, что движущей силой переселения были религиозные мотивы; делят переселенцев на две группы (цивилизованную и нецивилизованную), между которыми происходили многочисленные войны, закончившиеся в итоге тем, что нецивилизованная группа уничтожила цивилизованную; предполагают, что коренные американцы происходят от древних евреев, а их язык — от древнееврейского языка; говорят об изменении формы правления от монархии к республике и заявляют, что Евангелие было проповедано в Древней Америке.
Ранние мормоны иногда цитировали «Изображение евреев» для того, чтобы подкрепить подлинность Книги Мормона. В XX в. мормонские учёные отмечали параллели между «Изображением евреев» и Книгой Мормона и делали предположения о том, что Джозеф Смит использовал «Изображение евреев» как источник при написании Книги Мормона или что он по меньшей мере находился под влиянием популярных идей XIX века, которые были представлены в предшествующих работах. Неясно, использовал ли Джозеф Смит «Изображение евреев», когда диктовал Книгу Мормона, но известно, что он цитировал «Изображение евреев» в 1842 году.
Критики движения святых последних дней также обращают внимание на то, что Оливер Каудери, позже служивший секретарём у Джозефа Смита во время написания Книги Мормона, жил в том же маленьком вермонтском городке, что и Итан Смит и, возможно, посещал Конгрегациональную церковь, где тот служил священником в течение пяти лет. Эти критики предполагают, что Каудери мог передать знания о книге Джозефу Смиту. Мормонский исследователь, Ларри Моррис оспорил «теорию о связи Итана Смита и Каудери как неподтверждённую документами. Остаётся неизвестным, знал ли Оливер о „Изображении евреев“».
Когда в 1922 году лидеры церкви попросили мормонского апологета, Б. Х. Робертса, сравнить «Изображение евреев» и Книгу Мормона, он составил тайный отчёт, впоследствии опубликованный в «Studies of the Book of Mormon», где отмечал сходство по 18 пунктам.
Фон Броди — первый значительный историк, написавшая неидеализированную биографию Джозефа Смита, полагала, что теория Джозефа Смита о древнееврейских корнях американских индейцев происходит «главным образом» из «Изображения евреев». «Никогда не представится возможности доказать, что Джозеф Смит видел „Изображение евреев“, — писала Броди в 1945 г., — но поразительный параллелизм между двумя книгами вряд ли позволяет говорить о простом совпадении». Некоторые апологеты мормонизма ставят под сомнение параллели между книгами, считая их слабыми и переоценёнными.

## Современные публикации
В 1977 году в «Arno Press» вышло фотографическое переиздание «Изображения евреев» 1823 года. В 1980 году текст был опубликован Джеральдом и Сандрой Таннерами вместе с предисловием, написанным Сандрой Таннер. В 1985 году вышло научное издание этого текста в «University of Illinois Press», а в 1992 — второе издание в «Signature Books». В 1996 году текст издал Университет Бригама Янга.